# 邻苯二甲酸二异辛酯
邻苯二甲酸二异辛酯（英語：diisooctyl phthalate，简称DIOP）是一种有机化合物，化学式C24H38O4，自然界可见于千屈菜、蜜蜂属、芒果树等物种。工业上作为塑化剂使用，因毒性低，被多国允许用于食品包装塑料中。

## 性质与用途
DIOP为透明油状粘稠液体，微具特殊气味。几乎不溶于水，微溶于甘油、乙二醇，溶于乙醇、乙醚，完全溶于汽油、矿物油。能与大多数树脂具有良好的相容性，除醋酸纤维素、聚醋酸乙烯酯外，对几乎所有工业树脂有良好的相容性。
| 树脂                                           | 10%    | 25%      | 50%      |
| ---------------------------------------------- | ------ | -------- | -------- |
| 醋酸纤维素（乙酰化程度39-42%）                 | 不相容 | 不相容   | 不相容   |
| 醋酸丁酸纤维素（乙酰化程度31%，丁酰化程度16%） | 相容   | 部分相容 | 不相容   |
| 硝酸纤维素（含氮量11%）                        | 相容   | 相容     | 相容     |
| 乙基纤维素（乙氧基=47-48%）                    | 相容   | 相容     | 相容     |
| 聚氯乙烯                                       | 相容   | 相容     | 相容     |
| 氯乙烯（95%）-醋酸乙烯（5%）共聚物             | 相容   | 相容     | 相容     |
| 氯化橡胶（氯含量=65%）                         | 相容   | 相容     | 相容     |
| 聚乙烯醇缩丁醛                                 | 相容   | 部分相容 | 部分相容 |
| 聚苯乙烯（分子量85,000～100,000）              | 相容   | 部分相容 | 部分相容 |

可作为聚氯乙烯、氯乙烯共聚物、纤维素树脂和合成橡胶的主增塑剂。电绝缘性和耐油性好，塑化性能与邻苯二甲酸二辛酯（DOP）大体相近，但电性能、增塑效率、低温性能略逊于DOP。可代替DOP用于制作薄膜、片板材、挤塑品、增塑糊，电线电缆、板材、 人造革等。其初始粘度低、且贮存过程中粘度的变化小，特别适用于在增塑糊中。
因异辛醇链存在多种同分异构体，实际产品为这些异构体的混合物。
DIOP毒性低，毒性系数T=200，大白鼠经口半数致死量为22.6 mL/kg。法国、意大利、日本、荷兰、英国、美国批准其添加至食品包装材料中。因为油脂容易使塑料中的DIOP溶出，因此含有DIOP的包装材料不宜长期接触油腻食品。

## 制备
DIOP传统工业生产方法是采用苯酐和异辛醇在浓硫酸催化下酯化得到。经过连续或间接酯化后进行纯碱中和、水洗、脱醇、蒸汽蒸馏或压滤即可得到纯品。后续也有钛酸酯、 固体超强酸、杂多酸催化酯化法实现工业化。此外还可利用邻苯二甲酸二甲酯与异辛醇进行酯交换得到。